# Међуосовинско растојање
Међуосовинско растојање возила је удаљеност између центра предње и задње осовине. Према правилнику о подели моторних и прикључних возила и техничким условима за возила у саобраћају на путевима Републике Србије, међуосовинско растојање је растојање између осе предње осовине и осе друге осовине, у случају возила са две осовине, односно осе предње осовине и осе симетрије друге и треће осовине код возила са три осовине. Што је веће међуосовинско растојање возило припада већој класи аутомобила и обично даје више простора у кабини, мање међуосовинско растојање значи и мање возило.

## Примери
| Међуосовинско растојање у мм | Модел                   |
| ---------------------------- | ----------------------- |
| 1873                         | Смарт форту III ген.    |
| 2000                         | Фијат 500 тополино      |
| 2150                         | Југо                    |
| 2400                         | Ситроен 2CV             |
| 2470                         | Шкода фабија III ген.   |
| 2578                         | Ауди А3 II ген.         |
| 2620                         | Пежо 308 II ген.        |
| 2791                         | Фолксваген пасат Б8     |
| 2820                         | Алфа Ромео ђулија (952) |
| 2941                         | Волво S90               |
| 3124                         | Ситроен DS              |
| 3302                         | Хамер H1                |